# Kleyr
Kleyr, właśc. Kleyr Vieira dos Santos (ur. 14 września 1980 w Rio Branco) – brazylijski piłkarz występujący na pozycji napastnika w klubie Eastern District SA.

## Kariera klubowa
Karierę na poziomie seniorskim rozpoczął w 1997 roku w zespole AD Senador Guiomard. Następnie występował w SE Matsubara, skąd w 1999 roku przeniósł się do SC Corinthians Paulista. W barwach tego klubu nie rozegrał żadnego oficjalnego spotkania, będąc w trakcie trwania kontraktu wypożyczanym do Osasco FC i São José EC. W latach 2000–2001 był graczem Roma Barueri oraz Roma Esporte Apucarana.
W 2001 roku rozpoczął grę w Goiás EC, w barwach którego zadebiutował w Série A. W 2002 roku wywalczył z tym klubem Copa Centro-Oeste oraz Campeonato Goiano. Na początku 2003 roku wypożyczono go do Vila Nova FC i następnie do Grêmio Inhumense. W drugiej połowie tego samego roku przeniósł się na zasadzie wypożyczenia do portugalskiego Varzim SC. W Segunda Liga zadebiutował w przegranym 1:4 meczu przeciwko AD Ovarense. Ogółem rozegrał w niej 8 spotkań, nie zdobył żadnego gola. W lutym 2004 roku powrócił do Brazylii i podpisał umowę z Avaí FC (Série B). Po jednym miesiącu poprosił o rozwiązanie kontraktu. Przez 3 kolejne lata występował w klubach z niższych kategorii rozgrywkowych.
W styczniu 2007 roku został graczem FC Vilnius. W litewskiej ekstraklasie zadebiutował w I kolejce sezonu 2007 w meczu przeciwko FK Vėtra (0:0). Wkrótce zainteresowanie nim wyrazili skauci Jagiellonii Białystok, jednak zaproszenie na testy odrzucono. W A lydze Kleyr rozegrał łącznie 19 meczów (wszystkie w podstawowym składzie) i zdobył 11 bramek. W połowie 2007 roku został on wypożyczony do Glorii Buzău. Pierwszy mecz w Liga I rozegrał 31 sierpnia w przegranym 0:3 spotkaniu z Pandurii Târgu Jiu. W rumuńskiej ekstraklasie zaliczył łącznie 8 występów i strzelił 1 gola. Po wygaśnięciu obowiązującego do końca roku kontraktu opuścił zespół.
W lutym 2008 roku Kleyr został na zasadzie półrocznego wypożyczenia zawodnikiem ŁKS Łódź prowadzonego przez Mirosława Jabłońskiego. 22 lutego zadebiutował w I lidze w zremisowanym 0:0 meczu przeciwko Jagiellonii Białystok, wchodząc na boisko w 60. minucie za Ensara Arifovicia. Po objęciu funkcji trenera przez Marka Chojnackiego przesunięto go do zespołu Młodej Ekstraklasy. W marcu 2008 roku władze klubu zdecydowały się rozwiązać jego kontrakt. Ogółem rozegrał on dla ŁKS 4 ligowe spotkania, nie zdobył żadnej bramki. Jego transfer określono jako nieudane posunięcie. W połowie 2008 roku przez zarząd FC Vilnius został on wypożyczony do Hapoelu Kefar Sawa. Po rozegraniu 2 spotkań w Liga Leumit powrócił do Brazylii, gdzie występował w klubach z niższych lig. W lipcu 2009 roku był testowany przez maltański zespół Tarxien Rainbows.
W marcu 2013 roku po zaliczeniu testów Kleyr podpisał kontrakt z peruwiańskim Sport Huancayo. 17 marca zadebiutował w Primera División w zremisowanym 1:1 meczu przeciwko CD Universidad César Vallejo i od tego momentu rozpoczął regularne występy. Latem 2013 roku zagrał w Copa Sudamericana, w którym Huancayo odpadło w fazie eliminacyjnej po dwumeczu z CS Emelec. We wrześniu tego samego roku wraz z dwoma innymi brazylijskimi piłkarzami oskarżył on trenera Marcelo Trobbianiego o dyskryminację o podłożu rasowym i narodowościowym oraz mobbing. W odpowiedzi na to szkoleniowiec odsunął ich od składu. W październiku zarząd zwolnił Trobbianiego ze stanowiska. W połowie 2015 roku Kleyr odszedł z klubu, dla którego rozegrał łącznie 60 ligowych spotkań i zdobył 20 bramek.
W lipcu 2015 roku przeniósł się on do drugoligowego ekwadorskiego CD Olmedo. We wrześniu tego samego roku z powodu niezadowalającej formy sportowej rozwiązano z nim umowę. W tym samym miesiącu został on zawodnikiem jordańskiego zespołu Al-Faisaly SC. Dwa tygodnie później władze klubu próbowały anulować jego kontrakt, co nie było możliwe ze względów proceduralnych. Po formalnym odejściu z Al-Faisaly wiosną 2016 roku pozostał on w Ammanie, próbując z pomocą ambasady Brazylii odzyskać pieniądze należne mu z tytułu kontraktu. Na początku 2018 roku rozpoczął występy w Eastern District SA (Hong Kong First Division League).

## Sukcesy
Goiás EC
- Campeonato Goiano: 2002
- Copa Centro-Oeste: 2002